# Laurel und Hardy: The Chimp

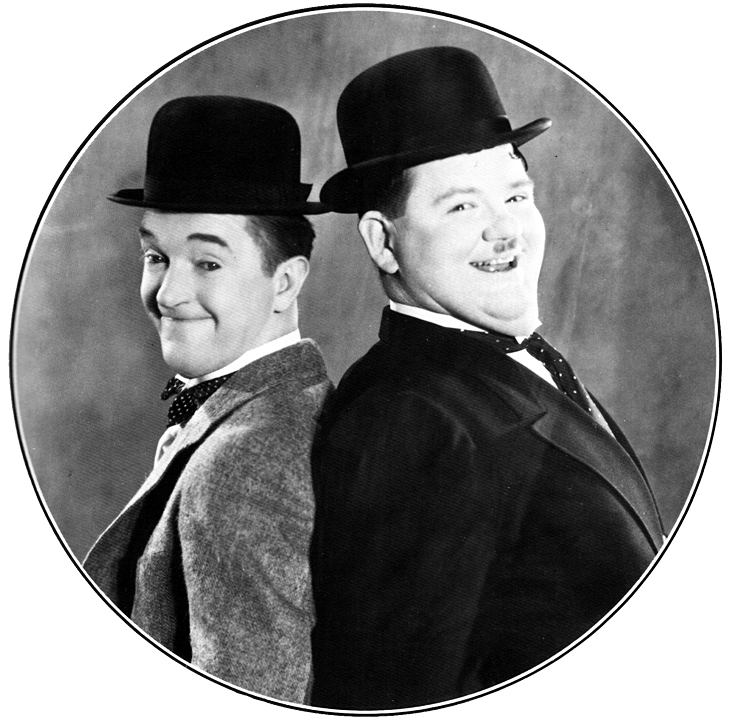
Laurel und Hardy

The Chimp (deutsch: Die Schimpansendame / Der Schimpanse / Der Gorilla unter der Bettdecke / Dick und Doof in der Manege) ist eine US-amerikanische Kurzfilm-Komödie aus dem Jahre 1932 mit dem Komikerduo Stan Laurel und Oliver Hardy in den Hauptrollen.

## Handlung
Ringmeister Colonel Finn und seine Truppe von Zirkuskünstlern spielen vor kleinem Publikum auf. Zu den einzelnen Nummern gehören neben vielen anderen der Muskelmann Destructo und zwei Männer in einem Pferdekostüm (Laurel und Hardy). Nachdem die beiden in ihrem Pferdekostüm aus der Manege laufen und in einem Heuhaufen landen, beschwert sich Hardy sich, dass er immer das Hinterteil des Pferds sein muss. Laurel entgegnet, dass er das natürlich auch könne, es würde dann nur nicht so gut aussehen.
Als Pagen kostümiert kehren Laurel und Hardy in die Manege zurück, wobei Laurel merkt, dass Hardy noch die Beine des Pferdekostüms trägt. Bei dem Versuch, ihm beim schnellen Ausziehen zu helfen, nimmt er ihm auch seine normale Hose ab. Es soll nun der starke Destructo auftreten (die Absicht ist wohl, dass er eine abgefeuerte Kanonenkugel auffängt) und bei den Vorbereitungen vermasseln Laurel und Hardy im Hantieren mit einem Holzbrett, einer Stellage und der Kanonenkugel schon einmal alles. Das Chaos kulminiert, als Laurel und Hardy es beim Laden der Kanone mit Schießpulver schaffen, eine vorzeitige unkontrollierte Explosion herbeizuführen, die das Zirkuszelt zum Zusammenbrechen bringt.
Der Besitzer muss aufgeben und versammelt die Artisten, um ihnen dies mitzuteilen. Da kein Geld für die Gagen da ist, verteilt er das Inventar an die Leute. Laurel bekommt einen Flohzirkus und Hardy die Gorilladame Ethel. Hardy kommt im Gegensatz zu Laurel mit dem Affen nicht gut klar; er baut umständlich einen Holzverschlag für das Tier, in dem er zeitweise selbst landet, bis Laurel ausnahmsweise einmal die Dinge ordnet. Als Hardy an einem Strick, den er an dem Verschlag befestigen will, zieht, stellt sich heraus, dass sich am Ende des Stricks ein Löwe befindet, der nun frei herumläuft.
Für die Nacht finden die beiden (besser die drei; denn Ethel ist mit von der Partie) ein Hotel, das von einem aufgeregten Wirt geführt wird. Kurz vor der Ankunft von Laurel, Hardy und Ethel wird gezeigt, wie der Wirt sich gegenüber einem Gast verärgert darüber auslässt, dass seine Frau zu der späten Stunde noch nicht nach Hause gekommen ist. Es klopft an der Tür und der Wirt öffnet sie und zerrt in der Annahme, es sei seine Frau, Hardy am Arm herein. Er bietet ein Zimmer für die Nacht an, weist den Affen aber ab, als Laurel mit dem auch auftaucht.
Vor der Tür besprechen Laurel und Hardy nun einen Plan, wie sie unentdeckt mit Ethel zurück ins Hotel können. Hardy hat die brillante Idee, die Gorilladame mit seinen eigenen Kleidungsstücken auszustaffieren und auf das Zimmer zu bringen. Danach soll Laurel die Sachen von Hardy durchs Fenster zu ihm werfen. Der Plan erweist sich als gut, bis Hardys Hose an einem Sims hängen bleibt. Diese Panne führt am Ende dazu, dass alle drei wieder vor der Tür stehen und Ethel nun in einen Holzverschlag geschickt wird. Laurel und Hardy schaffen es ins Bett.
Der Gorilladame gefällt ihre Unterkunft allerdings nicht und sie klettert einfach an einem Abflussrohr hinauf und durch das offene Fenster in das Zimmer. Dort kommt es zu einigem Hin und Her um die Schlafplätze, wobei schließlich Laurel und Hardy in einem kleinen Beistellbett (in dem zu allem Überfluss noch Laurels Flohzirkus entzwei gegangen ist) landen, während Ethel es sich im Doppelbett bequem gemacht hat.
Der Wirt ist immer noch über seine abwesende Frau erzürnt, die, wie man einem Foto entnimmt, ebenfalls auf den Namen Ethel hört. Der Mieter, den man schon im Gespräch mit dem Wirt gesehen hatte, legt derweil eine Platte auf das Grammophon. Als Gorilla Ethel die Musik hört, fängt die Dame sofort an, im Zimmer herumzutanzen. Durch die dünnen Wände sind eine Reihe von Bemerkungen von Hardy zu hören, in denen der Wirt den Namen Ethel hört. In der Annahme, die Rede sei von seiner Frau, kommt es zum Schlussakkord: der verspielte Affe landet im Bett des Vermieters, die Ehefrau kommt genau in dem Moment dazu, alle flippen aus, der Affe schnappt sich die Pistole des Vermieters und fängt an, wahllos Schüsse abzufeuern, während alle aus dem Raum flüchten.

## Rezeption
William K. Everson vertritt in seinem 1967 erschienenen Standardwerk The Films of Laurel and Hardy über The Chimp die Auffassung, es handele sich um eine relativ unbekannte und weitgehend unterschätzte Komödie, in der der Stoff allerdings sehr gestreckt werden musste, um auf drei Akte zu kommen.

In der Filmkritik werden die Zwischentitel von H. M. Walker besonders gelobt und als lustigste Elemente des Films bezeichnet:
"Die Nacht war dunkel – das ist sie meistens"
Allgemein wird festgestellt, dass es sich bei dem Film um ein zweites Teil-Remake von Angora Love handelt. Auch kommen Elemente aus Laughing Gravy zum Tragen, womit The Chimp gleichwohl nicht an die beiden früheren Filme heranreichen könne. Zu sehen sei Hollywoods Gorilla-Imitator Nr. 1, Charles Gemora, der in einem Affenkostüm herumtänzelt und sich albern verhält. Am Grad der Albernheit gemessen könne The Chimp durchaus als überdurchschnittlich gut bezeichnet werden.
Moniert wird, dass in diesem Film vieles recht schäbig wirkt: der Zirkus ist heruntergekommenes, die Pension und ihre Zimmer sind mehr als einfach, Billy Gilbert ist ebenso schlecht frisiert wie gekleidet, Zirkusmusik kurzatmig.